# Russulau (Manetú)
Russulau (Rusulau) ist eine osttimoresische Aldeia im Suco Manetú (Verwaltungsamt Maubisse, Gemeinde Ainaro). 2015 lebten in der Aldeia 425 Menschen.

## Geographie und Einrichtungen
Russulau liegt im Nordosten des Sucos Manetú. Westlich befindet sich die Aldeia Hahi-Tali, südlich die Aldeias Mau-Lai und Quiri-Lai und östlich die Aldeias Dau-Lelo und Boro-Ulo. Im Norden grenzt Russulau an den Suco Manelobas und im Südosten an das Verwaltungsamt Turiscai (Gemeinde Manufahi) mit seinem Suco Aitemua. Der Aicocai, ein Nebenfluss des Carauluns, durchquert Russulau und bildet auch einen Teil der Grenze zu Dau-Lelo.
Der Ort Russulau liegt im Norden der Aldeia. Er besteht aus einer Ansammlung mehrerer Weiler und einzeln stehenden Häusern. Ähnlich verstreut ist auch die restliche Besiedlung in der Aldeia weiter südlich. In dem Ort Russulau befindet sich nahe der Grenze zu Manelobas der Sitz des Sucos Manetú. Südöstlich davon steht eine Grundschule.